# دافيد جيل
ولد دافيد جيل بديسمبر 1921 و هو عالم رياضيات و اقتصاد أمريكى. لقد كان جيل أستاذاً شرفياً بجامعة كاليفورنيا بأقسام الرياضيات والاقتصاد والهندسة الصناعية وأبحاث العمليات.

حصل جيل على درجة الدكتوراه في الرياضيات بجامعة برنستون عام 1949. و قد قام بالتدريس بجامعة براون من عام 1950 و لمدة خمسة عشر عاماً ثم انتقل إلى جامعة كاليفورنيا.
توفي جيل بمارس 2008.